# Iso-Ruopas
Iso-Ruopas är en ö i Finland. Den ligger i sjön Kerteselkä och i kommunen Jämsä i landskapet Mellersta Finland, i den södra delen av landet, 200 km norr om huvudstaden Helsingfors. Öns area är 0,2 hektar och dess största längd är 100 meter i öst-västlig riktning.